# 通靈王角色列表
通靈王角色列表為日本漫畫《通靈王》及其外傳與動畫上登場的角色。

## 主要角色
麻倉葉
配音：佐藤佑子（第1作）→日笠陽子（第2作）（日本）；詹雅菁(中視、超視、台視版本)、馮友薇(八大綜合台、緯來綜合台版本)（台灣）；陳琴雲（香港）
1985年5月12日生，金牛座，血型A型。本故事的主角，持有靈為阿彌陀丸。喜歡吃咖哩烏龍麵。興趣是聽輕音樂，總是戴着耳機。喜欢的偶像是巴布·狄倫（Bob Dylan）。故事初期用木刀來戰鬥，後期則用國寶級名刀「春雨」來作為超靈體媒介。小時候被人稱鬼童（意為惡魔之子）。為了能夠一邊聽音樂一邊過著自在的生活，便以「通靈王」作為目標的少年。同時身為葉王的雙胞胎弟弟。根據葉王的說法，葉是他的另外一半，所以一出生就已背負打倒葉王的使命。
在登場時有270的巫力，在「犍陀羅」的地獄修行之後擁有10萬8千的巫力。在漫畫版中習得超占事略決各種招式而練成甲縛式超靈體：白鵠，並在與葉賢的戰鬥中學會招式『無無明亦無』（能將敵人灌注在超靈體上的巫力化為烏有）。
在通靈人大賽中，為「發奮丘温泉隊」的隊長，並為五位戰士之一。在漫畫完全版的結局中，得到地之精靈（S.O.E）的力量。
初次相遇時，葉就對安娜一見鍾情。最後與安娜在16歲時生下一子-麻倉花，後而利用巫力無效化的能力在世界各地幫助平息戰亂。
在续编《通灵王Flowers》中透露由于在战争地区平息戰亂时不小心卷入炸弹爆炸而身亡。
在续编《通灵王Super Star》中透露事实上早就已经复活，目前帮助Team YVS并试图利用儿子花为前任通靈王亞維斯做事。
阿彌陀丸
配音：小西克幸、幼年：齋賀光希（第1作）→渡邊明乃（第2作）（日本）；魏伯勤、幼年：魏晶琦(中視、超視、台視版本)、劉傑、幼年：雷碧文(八大綜合台；緯來綜合台版本)（台灣）；羅偉亮（香港）
1385年1月6日生，麻倉葉持有的幽靈，名刀春雨的持有人。傳說在六百年前弒主並殺了一千人，而有『鬼人』的稱號。（在過去阿彌陀丸和喪助為了投靠一位君主的麾下，獻上了喪助所打造的刀；而他為了防止有人打造出另一把比阿彌陀丸手上更優秀的刀，命令他殺掉喪助）在故事後半段因是已過了600年的靈，而进化成精靈。完全版中，成為麻倉花的持有靈，不過常常被花當作沙包。
恐山安娜
配音：林原惠（日本）；魏晶琦(中視、超視、台視版本)、王瑞芹(八大綜合台、緯來綜合台版本)（台灣）；黃鳳兒（香港）
葉的未婚妻，登場時13歲，同樣是通靈人。為葉的奶奶「麻倉木乃」的得意之徒，青森恐山的市子。能力為可以召喚神、佛、遊靈或是已經升天的靈，能夠讓靈附在靈媒或是自身，達到與靈溝通，或是使用靈生前擁有的能力。
一頭金髮，總是穿著簡單的黑色洋裝，綁著紅色頭巾，手持有1080個怨念形成的無敵念珠「1080」（叶幼年时打败安娜心中怨念招致的大鬼后掉落的1080个珠子）。長得很漂亮，領悟力強。時常命令別人做事和賞人耳光，由於右手能夠解決掉大部分的對手，左手被稱為「夢幻的左手」（幻の左），曾以耳光擊中葉王。擁有「老闆娘神拳」等超強必殺技，雖然常常以女王般的高傲態度凌駕於葉與眾人之上，但十分深愛著葉，對葉成為通靈王的決心與信心深信不疑。經常替葉做魔鬼訓練和幫葉做戰鬥用衣。
持有靈為葉王的式神（前鬼和後鬼）。漫畫中在10歲時因為能通靈視（看透心靈的能力）而被棄養，之後由麻倉木乃收為徒弟，初次相遇，葉就對安娜一見鍾情。相當憎恨人類。與葉相遇之後，在葉的溫柔下逐漸敞開心防，與葉約定幫助他當上通靈王。後因葉的第一個持有靈貓又全宗的幫忙下，失去了靈視的能力，但全宗卻因此消滅。
在葉與葉賢的對話中暗示安娜已經懷孕，16歲時為葉生下一個兒子麻倉花，後而利用巫力無效化的能力在世界各地幫助平息戰亂。
在续编《通灵王Flowers》中透露由于在战争地区平息戰亂时不小心卷入炸弹爆炸而身亡。
在续编《通灵王Super Star》中透露事实上早就已经复活，目前帮助Team YVS并试图利用儿子花为前任通靈王亞維斯做事。
梅宮龍之介［木刀之龍］
配音：田中正彥（日本）；李香生（台灣）
1980年12月24日生，魔羯座，血型O型
特徵是有著完全不合常理的超長飛機頭，時常為了找他所謂的「最佳地點」而到處流浪。
剛登場時只是一個幫派的小混混，後因被盜賊靈蜥蜴郎付身開啟了通靈人的能力。崇拜葉與安娜，為幫助葉當上通靈王而加入發奮丘溫泉隊。
一開始有8.5千巫力，在最後有8.5萬巫力。持有靈為蜥蜴郎。對廚藝有點研究。巨大超靈體為八歧大蛇號。在漫畫版最後，也學會了甲縛式超靈體『生魚片刀須佐之郎』。
似乎是個雙性戀，看到相貌俊美的青年和少女沒有抵抗力。
蜥蜴郎
配音：高木涉（日本）；梁興昌(中視、超視、台視版本)、胡大衛(八大綜合台；緯來綜合台版本)（台灣）
600年前被阿彌陀丸所殺的盜賊，曾为了向阿彌陀丸报复而附身在木刀之龍身上，之後成为龙的持有靈。
法斯特VIII世
配音：子安武人（日本）；（台灣）
1966年4月8日生，牡羊座，血型A型
在登場時有9千巫力，最後挑戰通靈王寶座時有1.25萬巫力，是阿葉一群人裡面巫力最低的。祖先法斯特Ｉ就是歷史上曾與惡魔做過交易的偉大煉金術士浮士德(本作譯為法斯特)，在「超·占事略決」裡学得咒禁存思，擁有讓人復活的力量。持有靈為愛麗莎。后来为了能见到愛麗莎而加入發奮丘温泉隊。巨大超靈體為曼菲斯特E。
後期學會起死回生的復活術，最後被拉吉姆殺死之後終於和愛麗莎在一起並幫助一夥附身阿葉治療大家。通靈王大戰結束後復活，之後再因過勞而死，曾想再次復活他，但本人卻無復活的意思。同愛麗莎一起活在偉大精神中。
愛麗莎
配音：小松由佳（第1作）→竹內佳菜子（第2作）（日本）
法斯特的妻子，從小患有不治之症，是第一個與法斯特說話的女孩，也是法斯特勤奮學醫的主要原因。在法斯特努力下治癒，與法斯特結婚後擔任法斯特診所中的護士，後被強盜所殺。之後在安娜的幫助下完全成為法斯特的持有靈。
道蓮
配音：朴璐美（日本）；魏晶琦(中視、超視、台視版本)、王瑞芹(八大綜合台、緯來綜合台版本)（台灣）；羅嘉玲（香港）
1986年1月1日生，魔羯座，血型AB型。
自少因身為道家的子孫，而背起光復道家的責任。在父親道圓的教育下形成殘暴的性格。認為殺死所有人方能改變一切，後來因他感受到葉那溫暖的感覺，漸漸的改變，在通靈王激戰中，和葉成為同伴並決心跟葉一戰。肯定自己的實力，為人自大、心軟，口是心非，每日固定飲三杯牛奶。常用的數字及最愛的數字是33。
在登場時只有350巫力，得到G.S.的祝福之後提升到5721，與葉王手下戰鬥時被刺死，後來被X-1救活，有5.5萬巫力，在「犍陀羅」的地獄修行之後擁有10萬01巫力，持有靈為馬孫。初期使用武器是馬孫刀，後期則用父親給予的「寶雷劍」來作為超靈體媒介。在漫画版中習得甲縛式超靈體武神鱼翅。絕招『九天應元雷聲普化天尊』和『電子‧Bang』。被沙堤認定為五位戰士之一，雷之精靈（S.O.T）的主人。
7年后畢業於清華大學，創立家電企業《雷帝集團》並擔任董事長，与梅登贞德结婚生下一子－道黾。
馬孫
配音：辻親八（第1作）→高口公介（第2作）（日本）；梁興昌(中視、超視、台視版本)、李香生(八大綜合台、緯來綜合台版本)（台灣）
道莲的持有灵。手持馬孫刀，脚踏黑馬黑桃。对莲非常忠心，时常称呼莲为少爷或少主。对各种武术略有所识，所以变成超级武神时可使出各种武器。最常使用的招式為中華斬舞。之后成为道黽的持有靈。
轟隆轟隆
配音：上田祐司（日本）；（台灣）
1985年11月27日生，射手座，血型O型
北海道愛奴族的原住民族人，自少在冰雪中長大，所以認識了一群大地精靈。但因為人類的活動的关系使大地精靈愈來愈少，所以他希望成為通靈王後創造一大塊蕗草葉田給可洛洛的族群，也因為這樣常被畢莉卡用網子拖走進行特訓。本名叫碓冰狼神（碓氷ホロケウ），巴斯卡阿帕布曾說：『他心中有一處隱藏的黑暗。』葉王也說碓冰這字在日文的改變中被認為是火的意思，也就是冷酷的火焰。
故事初期以手持的滑雪板來戰鬥，後期則用妹妹碧麗卡製作的「伊克帕蘇」（愛奴人用於祭神儀式的木棒）來作為超靈體媒介。信念是『弱肉強食』。常夢想有女朋友，喜歡過梅登。完全版中，他心儀的對象在他小時候已死，並且在他不知情的情況下，成為了大地精靈──可樂樂，還成為了他的持有靈；在故事後段，他說出往事後，可樂樂得到一次變回真身的機會，他才得知真相。
在登場時只有2.1千巫力，在「犍陀羅」的地獄修行之後擁有12萬巫力。在动画版中学得巨大超靈體雪之女神，在漫画版与第2作动画版中学得甲縛式超靈體『泥波波鐵昆沛』（尼波波護手），絕招『左手的公狼』（遠吠）与『右手的母狼』（凍僵的手）。被沙堤認定為五位戰士之一，水之精靈（S.O.R）的主人。
通靈王大戰結束後，成為農夫，開設自己的農場種植蕗草葉。
可樂樂
配音：水樹奈奈（第1作）→中島愛（第2作）（日本）
大地精灵小矮人，住在蕗草葉田里，长得非常可爱。完全版中揭露她原為人類（轟隆轟隆的青梅竹馬）原名叫黑部民子，綽號是小水壩，因為她身為興建水壩之建築公司社長的女兒而與轟隆轟隆被排擠。後在森林中遇雪難死亡，為了跟轟隆轟隆解開誤會成為可樂波古大地精靈。
巧克力愛情・馬克戴爾
配音：熊井統子（日本）；楊凱凱、王瑞芹(八大綜合台；緯來綜合台版本)（台灣）；黃鳳兒（香港）
1985年10月2日生，天秤座，血型O型。持有靈為米克。
时常说出一些笑话而被莲用马孙刀刺他的鼻子。漫畫和動畫登場時間與能力不同，在动画版中，学得巨大超靈體钢轮。在漫畫版中，由於小時候家人在聖誕節被殺害，從此變的非常憎恨聖誕節，同時也加入了街上混混的團體，殺人搶劫毫不留情，最後被米克的主人老伯點化（漫畫版該老人本名奧羅拿（聲：土師孝也），被幫派成員們包圍時透露自己有不治之症，想要找米克的繼承人並同時搞笑，最後死在槍下），發誓要讓世界充滿微笑。
在登場時只有1萬95巫力，在漫画版以及第2作动画版中死過2次，第一次復活時為了償還罪孽選擇失去視力，第二次在「犍陀羅」的地獄修行並接受巴斯卡阿帕布的訓練，在最後挑戰通靈王寶座時有19萬75巫力，為五位戰士中最強的人。超靈體有『空中都市馬丘比丘』﹝在空中散佈極少量的靈力超靈體化，使他可以在空中自由移動。﹞和甲縛式超靈體『美洲豹人』。被沙堤認定五大戰士之一，為風之精靈（S.O.W）的主人。
通靈王大戰結束後，到監獄服刑，以償還自己犯下的罪過，7年後在身為英國特務的瑞瑟格幫助下假釋出獄到日本與戰友們相聚。在续编《通灵王Flowers》中曾接下FBI的委託，用米克的能力來調查兇惡犯罪事件，由於在多次事件中曾以如風一般的速度俐落解決，許多人向他提出各種委託時會稱呼他為"Mr.Wind"。
米克
配音：上田祐司（日本）
美洲豹，在老伯死後成為巧克力愛情的持有靈。
巴斯卡阿帕布
配音：喜多村英梨（第2作）（日本）
被葉王所殺，死後成為神明，為巧克力愛情的持有靈之一。500年前通靈王大賽的參賽者，過去身為人的模樣為一位少年。因博學多聞被稱作老師，靈力10萬。和米克一起成為超靈體：美洲虎人。

## X-LAWS

### X-I
梅登·聖女貞德(第三代)
配音：堀江由衣（日本）；楊凱凱（台灣）；王夢華（香港）
1990年3月2日生，雙魚座，血型AB型。是以打倒「葉王」為目標的組織「X-LAWS」的精神領袖。由於每日被關在中世紀的拷問道具並終日以接近死亡的方式增加巫力，因而有高達50萬的巫力。
前期不了解真正的正義，一味的用法律殘酷的制裁罪人，而後感到相當後悔。但是照拉基斯特的說法，鐵處女·貞德其實是被馬爾科找來當精神領袖，不過是靈感很強的普通少女，這件事被拉基斯特抖出來後，馬爾科本來欲自殺，可是貞德對他說「你就是我的天使（我的米迦勒）。」這讓馬爾科在心中對拉基斯特吶喊「他的聖少女已經是聖母了」，還在海邊穿著他的戰鬥服比出X-Laws的精神姿勢。曾被其所殺的阿那荷爾之弟-阿那泰爾所殺，後被沙提使用復活術復活。
漫畫版的結局中，為了讓蓮他們復活耗盡巫力，只得待在山谷地形中休息。
完全版時，葉王覺醒後雖然與全部的人一起被吸走靈魂，後來又以新超靈體-夏馬修.天主之擁抱登場，更有與葉王媲美的力量。7年後成為世界最龐大的慈善組織的首領，並與道蓮結婚生下一子－道黾。
在續編《通靈王Flowers》的22話中透露了貞德已經被殺害并成為了“黑暗處女”的持有靈。
夏馬修
賜給人類第一部法典《漢摩拉比法典》的太陽神，兩河文化傳奇之一，擅長使用光屬性攻擊。
馬爾科
配音：高瀨右光（第1作）→中村悠一（第2作）（日本）；魏伯勤（台灣）
1973年11月17日生，天蠍座，血型A型。
X-LAWS队长。想法十分固執，什麼事都想得很極端，絲毫無法通融，似乎是本漫畫中最不正常的人，有一套令人不敢恭維的戰鬥服，喜歡比利時巧克力，吃的時候一定要喝咖啡。
持有靈為米迦勒（Michael），是聖經中將撒旦打入地獄的天使長，真面目是法拉利經典車款。年輕的時候在拉基斯特的幫助下開了一家汽車公司，X-Laws的天使似乎也全都是由他公司出廠的跑車變的（據葉的說法，有點像是日本的九十九神）。他本人表示，他的米迦勒能跑出時速300公里。
在漫畫版的最後，和葉王的手下拉基斯特同歸於盡，留給瑞瑟格他的防彈玻璃眼鏡，後來和大家一起復活。
瑞瑟格·戴佐
配音：澤海陽子（日本）；雷碧文（台灣）
1986年5月17日生，金牛座，血型AB型。
因父母被葉王所殺（父親原形為福爾摩斯），故憎恨葉王，加入X-Laws。持有靈為罌粟花精靈「莫芬」。在动画版中学得巨大超靈體天使愛德恩特。在漫畫版中藉由莫芬和天使賽路爾（Uriel，ゼルエル）學會甲縛式超靈體『敵意之火』。在登場時只有3.5千巫力，在「犍陀羅」的地獄修行之後擁有17萬巫力。也是五位戰士之一，完全版中正式得到被葉王拋棄的5大精靈火之精靈（S.O.F）的力量，絕招是「1200度的火山與岩漿噴發」。续编《通灵王Flowers》中19歲時以優異成績跳級畢業於知名大學，擔任警察一段時間後進入英國情報局M16部門，負責擔任交涉與戰鬥等各種過去在X-Laws學習的相關事務，由於過往身為警察時破案率達100%，所以被業界稱為「地獄新人」。

### X-II
約翰·丹巴德
配音：小西克幸（日本）
持有靈：拉斐爾（Raphael，施行治癒的發光者）
拉基·迪拉克
配音：麻生智久（第1作）→高口公介（第2作）（日本）
持有靈：烏里爾（Uriel，神之火）
波夫·格里菲斯
配音：子安武人（第1作）→宮園拓夢（第2作）（日本）
持有靈：沙利葉（Sariel，神之命令）

### X-III
克利斯·奔斯達
配音：佐佐木誠二（第1作）→最上嗣生（第2作）（日本）
持有靈：梅塔特隆（Metatron，偉大的天使）
1991年以美軍第一步兵師團身分參與波斯灣戰爭，曾在科威特與游擊隊激戰時失去雙腳，在那心理衝擊下發現身為通靈人的能力而追擊葉王，在馬爾科的幫助下加入X-Laws。
於續篇《FLOWERS》中任職於美軍歐洲部隊，目前進行德國補給任務中。
凱文·曼戴爾
配音：高木涉（日本）
持有靈：雷米爾（Ramiel，神之慈悲）
米涅·蒙哥馬利
配音：川上倫子（第1作）→永井真里子（第2作）（日本）
持有靈：加百列（Gabriel，鎮守神之左側的天使）

#### 其他
漢斯·萊海特
配音：元輝佐久間（第2作）（日本）
X-LAWS之中最強的成員,但因性格攻擊性太強,因此被剃除在X-LAWS的參賽成員名單外，後來死於葉王的鬼火。復活後向受雇於小山田萬純的天野輝子求婚。
持有靈：亞茲拉爾（Azazel，墮天使），靈力47萬。

## 葉王與跟隨者
葉王／麻倉葉王
配音：高山南、綠川光（500年前）、七海弘希（麻倉葉王，動畫第2作）（日本）；魏晶琦（台灣）；王夢華（香港）
1985年5月12日生，金牛座，血型A型。持有靈為靈魂之火。喜歡吃咖哩麵包，興趣是作曲。有著太麻煩了而不穿內褲的想法。他的前世是1000年前的陰陽師麻倉葉王。（第二世則是帕契村的惡魔帕契，轉生到帕契族，成為了席巴的祖先，目的是為了奪走靈魂之火。第三世為葉的雙胞胎哥哥。）也參加了通靈人大賽，所屬隊伍是星組，因為母親被一般人類所殺，所以要造一個只有通靈者的世界。因屢次轉生，有125萬巫力。手上戴著五芒星的手套，象徵五行之間的相生相剋，因此有能力將火靈轉變形態。擁有看透一切的能力。甲縛式超靈體能力為『黑雛』，擁有單槍匹馬解決數十艘戰艦的能力。完全版中，經過死亡沈睡後正式與精靈王結合，得到偉大精神力量，但最後失去讀心的能力，心志被葉與眾人打敗而與1000年前的母親團圓，最後讓曾經死在其手下的人全數復活，將希望寄託在葉身上而與帕契族一同失去了蹤跡。後來在花（葉與安娜之子）13歲時穿著和服帶著一堆流浪貓出現在他面前，將席巴的女兒安娜（第三代）介紹給麻倉花。現任星之王、第八任神。
順帶一提，"第二次"見到花的時候還被狠狠的踹了一腳
靈魂之火
原為帕契族的五大精靈之一，以氧氣作為媒介。以它能夠燒光所有東西的能力，配合上葉王本身的陰陽術，號稱是最強組合的持有靈。可以吃掉靈來增強靈力，後來被拋棄，由五大戰士之一的瑞瑟格接手。

### 星組
拉基斯特
配音：小西克幸（第1作）→松田健一郎（第2作）（日本）
1949年6月1日生，雙子座，血型B型。
在漫画版与第2作动画版中为X-LAWS创办人，同樣擁有天使。天使是路西法(Lucifer)，號稱第一天使，000（即為墮天使撒旦）可是似乎也是由馬爾科的跑車公司生產出來的，藍寶堅尼，時速315公里。葉和瑞瑟格認為，這台車帥的像鋼彈，要是開著上路一定會吸引所有人的目光。於續集中長年下落不明，後來在瑞瑟格與馬爾科面前現身時留著鬍子和部分白髮。
小黑炭
配音：林原惠（日本）；詹雅菁（台灣）
身材矮小的通灵者，5歲。对葉王非常忠心。在漫畫与第2作动画版中具有預知未來的能力，也和葉王一樣擁有看穿人心的能力。在拉基斯特暗殺貞德失敗後，和拉基斯特一起入住葉他們所在的旅館，常和其他人物一起吐槽和搞笑。超靈體化的時候是隻羊。在火山地形戰鬥時，似乎被葉聯想到了鬼之類的身份，但其實是葉王為了懷念於漫畫外傳作品《麻葉童子》裡出場的乙破千代（被葉看成Z）而取的名字。持有靈是綿羊靈MAMA，媒介是頭髮。在續編《通靈王Flowers》中已回到非洲老家，身形已經成長到一般女性的模樣。

### 花組
在通靈王的續集中被收編為發奮丘溫泉旅館的女侍
甘娜·俾斯麥（Kanna Bismarch）
配音：澤海陽子（第1作）→遠藤沙季（第2作）（日本）；雷碧文（台灣）
1977年10月26日生，年齡23歲，天蠍座，血型B型。葉王的手下，是位冷酷又倔強的靈體整合師。花組的隊長。漫畫中曾受令追殺路德塞布，於海岸事件中死亡，後來又復活了。持有靈為阿修克羅夫特。技有超·占事略決 禁人咒殺。
瑪莉歐·法娜（Marion Phauna）
配音：根谷美智子（第1作）→真堂圭（第2作）（日本）；黃鳳兒（香港）；楊凱凱（台灣）
1987年2月28日生，年齡13歲，雙魚座，血型AB型。葉王的手下，俗稱瑪莉，是位生氣起來相當可怕的傀儡師。總是面無表情又沉默的少女。漫畫中於海岸事件中死亡，後來又復活了。持有靈為恰克。技有大型連發手槍。
馬琪露塔·馬提斯（Matilda Matisse）
配音：半場友惠（第1作）→美波和嘉菜（第2作）（日本）；詹雅菁（台灣）
1986年7月19日生，年齡14歲，巨蟹座，血型A型。葉王的手下，是位講話起來有些惡毒的魔女。她是花組當中最活潑的女孩子，他們三個人相信葉王能建立新世界，於是加入葉王的陣營。漫畫中於海岸事件中死亡，後來又復活了。持有靈為傑克。技有Trick or Treat。

### 土组
佩約戴·迪亞茲（皮尔他）
配音：真殿光昭（日本）
1970年9月11日生，年齡30歲，處女座，血型A型。葉王的手下。藉由流浪樂隊的吉他聲，以骨頭為媒介的墨西哥通靈人，持有灵是7人的墨西哥流浪樂隊。雖然聽從葉王的命令，但一方面又幫助小山田萬純。發覺葉王有透視人心的能力之後在海灘將所有同伴殺掉後自殺，是引起海岸事件的人。漫畫中於海岸事件中死亡，由於遺體嚴重毀損而無法復活。技：巨大超靈體－偉大的幻影。是五位流浪樂隊合而為一的超靈體。
BoZ
- 米田善
配音：檜山修之（第1作）→谷山紀章（第2作）（日本）
動畫第1作中名為「聖善」
葉王的手下，与神代良合并成“善良”。被佩約戴當成媒介使用超靈體。漫畫後期離開了葉王。

- 杉本良
配音：小野坂昌也（第1作）→鈴木達央（第2作）（日本）
動畫第1作中名為「神代良」
葉王的手下，与圣善合并成“善良”。被佩約戴當成媒介使用超靈體。漫畫後期離開了葉王。

### 月組
在通靈王的續集中其中兩人與梅耶被收編為雷帝集團董事長的保鑣，人稱「雷帝三社員」
冉丁
配音：上田祐司（第1作）→最上嗣生（第2作）（日本）
1963年3月16日生，年齡37歲，雙魚座，血型O型。是葉王手下當中體型最龐大的人。雖然曾經想當偶像（漫畫中有提到），一旦站上體重計之後就放棄了。把持有靈凶凶變成超靈體的銅鑼再加以攻擊。技有黑色的熊貓手等。漫畫以及第2作动画版中於海岸事件中死亡，後來又復活了。在通靈王的續集中被收編為道黽的保鑣。
塔拜
配音：田中正彥（第1作）→勝杏里（第2作）（日本）
1971年2月24日生，年齡29歲，雙魚座，血型B型。是葉王的手下。因為總是遮住臉部，所以無法看出他的表情。不過，從他冷酷的言行看來，應該是個冷靜沉著的人。持有靈阿仁(吉恩)擁有百分之百執行命令的功能，但是下令的次數有限制。技有光線和許願（僅在漫畫中出現）。漫畫以及第2作动画版中於海岸事件中死亡，後來又復活了。
大漢比爾
配音：園部好德（第1作）→藤原貴弘（第2作）（日本）
1967年4月5日生，年齡33歲，牡羊座，血型O型。為前美式足球選手。是葉王的手下當中最耐操的人，就算是接受敵人的恩惠也會報答的講義氣男人（漫畫中曾被葉等人救一條命）。持有靈是之前因為車禍身亡的21名隊友，使用美式足球的攻擊超級達陣。漫畫以及第2作动画版中於海岸事件中死亡，後來又復活了。在通靈王的續集中被收編為道黽的保鑣。

### 其他
布羅肯·梅耶
配音：吉野裕行（第2作）
1959年8月30日生，年齡42歲，處女座，血型B型。15年前收養了葉王。自從某些原因（漫畫中未提）失去了身軀後就以積木作為超靈體來維持。漫畫以及第2作动画版中遇海岸事件，是唯一未接受復活術治療的倖存者。技有「DIE·TANK❨暴龍❩和O·S積木鳥」。在通靈王的續集中被收編為道黽的保鑣。
波里斯·齊裴希·德古拉
配音：石井康嗣（第1作）→置鮎龍太郎（第2作）（日本）
祖先曾因為酷刑而被稱作吸血鬼。葉王的手下。以血做為媒介使用超靈體，也就是先將自己的血注入到對方體內，再操縱對方讓對方遵守他的命令。事實上此攻擊是他的持有靈吸血鬼獵人．布蘭洛對敵人進行附身合體進而達到超靈體的效果，而布蘭洛其實就是殺害了他的父母的兇手，因為在殺死了他的父母後卻發現屍體並沒有如同吸血鬼傳說那樣化為灰燼,從而意識到自己犯下了重大的過錯，對波里斯心懷愧疚，當他跪在波里斯父母的墓前懺悔時遇見了前來復仇的波里斯，他為了贖罪自願死在對方手中，成為對方的持有靈受他驅使。技為「肉串之刑」。
山田光司（達馬吉）
配音：坂口候一（第1作）→高口公介（第2作）（日本）
同樣是個長相非常像吸血鬼的男子，漫畫以及第2作动画版中被轟隆轟隆的一句話讓他沒出場到几分钟就被波里斯給殺掉，並將其精血全部吸收到他的體內。
阿那荷爾
配音：掛川裕彥（第1作）→遊佐浩二（第2作）（日本）
1968年8月4日生，年齡32歲，獅子座，血型O型。
遭到X-LAWS殺害的阿那泰爾之弟，轉而投效葉王。媒介是鞭子，持有靈為埃及公主Amneris，精靈化狀態時普通型態是貓，本作中保持著人面獅身像樣貌，體積雖然龐大，仍能在天上飛。

## 麻倉葉相關朋友
小山田萬太
配音：犬山犬子（日本）；雷碧文（台灣）
1985年9月5日生，血型O型，身高只有80公分。是麻倉葉初到正常人社會時的第一名朋友。他时常帶着一本名為《萬辭苑》的字典。在動畫版中因X-LAWS的關係，使得阿彌陀丸生前最要好的朋友（也是打造名刀春雨的打鐵匠）喪助成為其持有靈。在完全版中，7年後萬太成為小山田企業的接班人並長高了1公分。
超靈體（OVER-SOUL，只有動畫版）
媒介-筆記型電腦
因喪助（配音：江川央生（第1作）→森田成一／小橋里美（少年）（第2作）（日本））不小心被困在萬太的電腦裡，卻可以隨著萬太的感情起伏變化成超靈體。
外觀是一把玩具槌，但擁有不像貧弱的外表的強大威力。

## 麻倉家

### 麻倉本家
麻倉葉賢
配音：三木真一郎（日本）
葉500年前的祖先，只在漫畫版与第2作动畫版出現。在500年前與貓又全宗擊敗轉生到帕契族的麻倉葉王，後來與在地獄修練的葉戰鬥。
貓又全宗
配音：田中秀幸（日本）
千年貓靈，總是穿著和服刁著煙斗，只在漫畫版与第2作动畫版登场。興趣是看書和旅行，為了陪同10歲的葉到青森去見未婚妻安娜而從環遊世界的旅行中趕回日本，為葉的第一個朋友兼持有靈。幫助葉解放安娜的心之後耗盡巫力而消失，留下葉胸前的飾品「熊爪子」。千年以前被葉王收養，而在肉體死後擁有葉王的巫力而成為靈。在500年前與麻倉葉賢擊敗轉生到帕契族的麻倉葉王，而後悔不已。
超靈體:鬼殺 外觀為一把巨大武士刀 為麻倉葉二段媒介的啟發
麻倉葉明
配音：青野武（第1作）→中博史（第2作）（日本）
1919年7月2日生，葉的爺爺，陰陽師，麻倉家的當家，外表為個子很小的老頭，但私底下能騎摩托車。
在续编《通灵王Flowers》中年齡95歲，已從陰陽師身分退休，但仍為現任當家，正在為了「那一日」來臨而做準備。
麻倉木乃
配音：京田尚子（日本）
1924年3月24日生，葉的奶奶，眼盲，出身於青森縣的市子。平时带着墨镜，数念珠。认识猫又。是二代安娜（叶的妻子）的师父。跟三代安娜一样，也是市子。在续编《通灵王Flowers》中於2013年病逝，享年89歲。
麻倉幹久
配音：堀內賢雄（日本）；梁興昌（台灣）
麻倉家的入贅女婿，山伏。葉的爸爸。原本只是個彈吉他的默默無名的街頭藝人，後來與葉的媽媽認識，在談了場轟轟烈烈的戀愛後結婚。27歲葉王與葉出生時，臉被火靈燒傷而戴上烏鴉天狗的面具。在通靈人大戰結束後死於車禍，目前正從事著某種精神活動，為此他的太太十分生氣，但其實只要進行招靈就行了。
持有靈：山神狐狸伊萬里，狸貓信樂燒
麻倉莖子
配音：土井美加（日本）
葉的媽媽，巫女，剛與前男友分手時遇到在路上彈吉他的幹久，在談了場轟轟烈烈的戀愛後結婚。
玉村玉緒
配音：水樹奈奈（日本）；雷碧文（台灣）；王夢華（香港）
1988年6月17日生，葉的青梅竹馬，很會做菜，擅長占卜，持有靈是變態狸貓碰吉（配音：堀内賢雄（第1作）→宮園拓夢（第2作）；台灣：梁興昌）跟變態狐狸康吉（配音：柏倉努（第1作）→觀世智顯（第2作）；台灣：于正昇），超靈體是邱比特。
喜歡葉，很容易害羞。為葉的父親麻倉幹久之弟子。
高中時因葉與安娜離家、幹久車禍身亡，壓力過大而本性爆發變成不良少女，与木刀之龙一起制霸西東京的所有高中。
最後代替葉和安娜把麻倉花（葉的兒子）養大，志願是當演歌歌手，续编《通灵王Flowers》中時年25歲，為第二代旅館老闆娘。
麻倉花
配音：日笠阳子（第2作、FLOWERS）（日本）
葉和安娜的兒子，只在漫畫版与第2作動畫版出场。就讀森羅學園中學部2年A班，喜歡吃咖哩麵包。拥有火爆且腹黑的性格，甚至把阿彌陀丸的墓碑當成板凳，因此讓阿彌陀丸很頭痛，续叶之后也变成通灵者，同時也是續作「通靈王 Flowers」的主角，常常因為用靈體去打架而被玉緒K得滿頭包(連阿彌陀丸一起教訓)，小小年紀就懂得發動超靈體 ，主要武器和媒介為卒塔婆，二段媒介為布都御魂，持有靈為阿彌陀丸，超靈體為「鬼兜」。
嬰兒時期原先與父母在戰亂地區一度被流彈擊中身亡，但靈魂去見了葉王一面後回歸，因此當陷入瀕死狀態時會召喚出暗鬼來，曾形容葉羽為「第一位能讓他動真格戰鬥的人」，對上道黽時再次身亡並來到葉王面前跟年輕時的父親對戰，戰敗後靈魂去了小型修羅地獄，原來的肉體則搬到冷凍庫內保存，阿爾米表示花就是率領「Team 葉王」的總帥。

### 麻倉分家
麻倉葉羽
配音：堀江瞬（FLOWERS）（日本）
續作「通靈王 Flowers」的主角之一，1000年前被放逐的陰陽師麻倉葉王的後代子孫，分家的下一任當家。平常是文質彬彬的眼鏡少年，當進入戰鬥時眼神變為冷酷、右眼帶著一具銀色星星眼罩，持有靈為朧·大凶，為Team 葉王的主要戰鬥員之一。
麻倉路菓
配音：小清水亞美（FLOWERS）（日本）
續作「通靈王 Flowers」的主角之一，葉羽的姊姊，負責輔佐麻倉分家的下一任當家，從小就進行著經常受傷流血的訓練。持有靈為雙生獅雷電與震電。第一次試圖襲擊花不成後轉學至龍次的學校，曾向玉緒表示他曾在購物中心內再次襲擊花的當下被人附身操縱。
麻倉葉虛
配音：野島裕史（FLOWERS）（日本）
葉羽和路菓的父親，分家的現任當家。曾有為了以打倒表麻倉家為目標不許子女們上學和打工，強迫兩人去深山修行的情形，後來被單槍匹馬並闖入宅邸的玉緒給打敗。

## 道家
道潤
配音：根谷美智子（日本）；詹雅菁（台灣）
1981年10月10日生，天秤座，血型A型。是名道士。持有靈為李白龍（角色原形為李小龍），喜歡吃麻花。興趣是購物，道蓮的姊姊。非常疼愛自己的弟弟。一旦發起飆來非常可怕。曾經利用符咒控制白龍，將它純粹當作工具；但最後因為葉的關係，因而良心發現，發誓不會再用符咒控制白龍，並對白龍有著一絲情感。
李白龍
配音：神奈延年（第1作）→（第2作）（日本）；梁興昌（台灣）
道潤的持有靈，原形為李小龍。使用名為『導彈道』的特殊武術戰鬥。生前是名武打巨星。但為了慶祝道潤的出生而慘遭道家人的殺害，因此變成殭屍。然而知道真相後，因過度的憤怒，企圖殺害道潤，在師傅沙問（角色原形為葉問）的開導下才沒釀成悲劇；之後仍是道潤的持有靈。
道圓
配音：江原正士（第1作）→手塚秀彰（第2作）（日本）
道蓮的爸爸。道家的一家之主。是道蓮誓言要打倒的人。其持有靈是道家兩千年來的眾多先祖靈魂。平時以巨人之姿的超靈體─大道王為樣貌，但其真面目很正常。曾認為道蓮的思想極度幼稚，但之後被道蓮打敗後才恍然大悟，知道自己以前的所作所為是錯的。之後將道家的傳家之寶─寶雷劍交給道蓮。相信自己的兒子能利用那把劍開闢出屬於自己的道路。絕招為大道龍─大中華螺旋
道蘭
配音：佐藤藍（第1作）→木下紗華（第2作）（日本）
道蓮的媽媽，個性非常開朗，時常喜歡開玩笑。道蓮的長相便是遺傳自道蘭。
道珍
配音：柴田秀勝（日本）
道蓮的爺爺，個性開朗。
道黽
配音：朴璐美（FLOWERS）（日本）
道蓮與梅登貞德的兒子，續作「通靈王 Flowers」剛登場時7歲。跟莲一样都拥有骄傲以及暴躁的性格，似乎也有點天然黑的傾向，和花第一次見面就大打出手，但是因為阿彌陀丸跟馬孫在一旁敘舊而中止，拥有灵为马孙和夏馬修。
PS：曾用夏馬修把碰吉跟康吉搗成肉末

## 轟隆轟隆的家相關
畢莉卡
配音：川上倫子（第1作）→日高里菜（第2作）（日本）；王瑞芹→楊凱凱（台灣）
轟隆轟隆的妹妹。
老爹
配音：高口公介（第2作）（日本）
- 轟隆轟隆的父親。

## 帕契族
位於美洲的一個部落，負責每五百年一次的通靈王大戰；每次的通靈王大戰都由十祭司出面負責應對各路參賽者。事實上十祭司的工作是在選出本屆大賽優勝者後，負責保護通靈王的人。由於通靈王在和精靈王結合時，通靈王會在姆大陸的國王神社處於沉睡狀態約十小時，加上執行儀式的五小時，因此會選出十位帕契族祭司，並且在地下地形群（地下地形群包含十種世界上能使生物生存的地形，如沙漠、火山、山谷、湖泊、宇宙等等）待命，以防止通靈王的儀式被打擾，即使有一瞬間力量不及對方，也會以吟唱『帕契之歌』來提升力量。
（參考藍本為美國的阿帕契族。）
歌德巴
配音：鈴木黎子（日本）
帕契族長老，雖然長的像個老爷爷，但實際上是女性。超靈體為前任帕契族酋長·大酋長，一擊就將有『生命的假人』打至幾乎粉碎。常常告知所有十祭司通靈王大賽經費不足，可是卻拿牛排當早餐。負責在國王神社保護通靈王。完全版与第2作动畫版中被覺醒的葉王瞬間打敗，吸走其靈魂。
席巴
配音：綠川光（日本）
負責葉和木刀之龍的十祭司，負責地形冰河。擁有五個持有靈，分別是老鷹、蛇、烏龜、牛、狼，老鷹的靈體令他能再空中飛行、蛇的靈體能像鞭子一般牽制敵人、烏龜的靈體進行防禦，再加上狼的靈體加速和牛的靈體提昇力量，是十祭司中的箇中好手。為葉王第二轉世到帕契族的後裔。在漫畫版与第2作动畫版中期曾試圖偷取除火靈外的四大精靈而被關起來，在漫畫版与第2作动畫版後期被讚同葉王的兩位十祭司以『帕契之歌』洗腦，與葉他們為敵，實為遵守帕契族的意志到最後，被葉打敗。
拉吉姆
配音：清水敏孝（第1作）→間宮康弘（第2作）（日本）
負責湖泊地形的十祭司，持有靈是澳洲塘鵝。由於具備非常高水準的體術，而被任命在通靈王大賽擔任司儀。超靈體是以麥克風為媒介的『白金之劍』，超靈體小而且靈力密度高，也具有相當的破壞力。對於葉等人已經將他們視為朋友，但是最後還是為了完成十祭司的使命殺了法斯特，最後敗給葉的『無無明亦無』。
卡利姆
配音：中田和宏（第1作）→花輪英司（第2作）（日本）
負責轟隆轟隆的十祭司，負責地形高原。持有靈是黑牛·黑鐮刀，能形成超靈體『黑蠻牛』。跟轟隆轟隆和其家人關係非常好，是轟隆轟隆的堂兄。雖然阻止葉他們繼續通行，但卻安排他們食宿。揭開了可樂樂生前其實就是轟隆轟隆的情人「小水壩」（暫譯）的秘密，融化轟隆轟隆的心並讓可樂樂得以恢復人身。最後於轟隆轟隆手下戰敗。
拿馬利
配音：梶川翔平（第2作）（日本）
負責沙漠地形的十祭司，持有靈是眼鏡蛇REDROPE。絕招『紅色枷鎖』。和木刀之龍有過節。一開始面對木刀之龍曾取得上風，但也被木刀之龍找出破綻，最後敗於蓮和轟隆轟隆的聯手攻擊。
布隆
配音：齐藤次郎（第2作）（日本）
負責山谷地形的十祭司，也是負責瑞瑟格的祭司。持有靈是蜘蛛。擅長空戰，但是其實是用蜘蛛網在空中移動，戰鬥時會在四周佈下蜘蛛網以偵測對手。擁有極強的精神力，即使連續遭受梅登的刑具攻擊也能繼續戰鬥，但是最後為瑞瑟格之火葬所敗。他和列尼姆也是負責催眠席巴的十祭司。
列尼姆
配音：田島章寛（第2作）（日本）
負責雨林地形的十祭司，持有靈是變色龍。他和布隆也是負責催眠席巴的十祭司，被小黑炭踢死。
馬庫拿
配音：山口惠（第2作）（日本）
負責火山地形的十祭司，持有靈是貓頭鷹·馬庫拿潛望鏡。是葉王的手下，藉著持有靈的能力能在黑暗中狙殺敵人。敗於蓮的電子BANG。
尼克羅姆
配音：伊藤健太郎（第1作）→觀世智顯（第2作）（日本）
負責洞穴地形的十祭司，前十祭司古洛姆之弟，持有靈是蠍子，後來取得兄長之持有靈舞動之蟲，視蓮為殺親仇人，最後釋懷敗給蓮。
塔利姆
配音：沖野晃司（第2作）（日本）
負責海地形的十祭司，持有靈是綠色種子（植物之靈）。葉和葉王曾到他的咖啡店「豆」消費過。最後敗給巧克力愛情。
拉瑟福
配音：椎名碧流（第2作）（日本）
負責宇宙地形的十祭司，持有靈是外星人。她長的相當像外星人其實是因為她的甲縛式靈體「來訪者」。真面目是一個小蘿莉。葉王認為她的持有靈相當有趣。雖然沒有死，但被葉打敗。

## 小山田家
小山田萬純
配音：高口公介（第2作）（日本）
1947年9月22日生，萬太的父親。首屈一指的能源開發企業─小山田公司的現任董事長，萬太的身高由此遺傳而來。
在续编《通灵王Super Star》中透露事实上是通灵者，为了实现自己的愿望而加入Team YVS。利用持有靈的能力把自己增长身高并且带着面具隐藏身份，化名称「MO大师」。持有靈為龍。
小山田圭子
配音：櫻井智（第2作）（日本）
1959年6月22日生，萬太的母親。小山田家族中唯一身高正常的成員。
小山田萬子
配音：廣橋涼（第2作）（日本）
1994年3月3日生，萬太的妹妹。為五歲時學會使用電腦且頭腦清晰的天才，但說話時會口無遮攔且有散播八卦的性格。
田村崎綠
配音：高木涉（第1作）→坂田將吾（第2作）（日本）
萬純的隨身秘書。

## Team YVS
鴨川洋介
配音：松岡禎丞（FLOWERS）（日本）
續作「通靈王 Flowers」登場的神祕反派人物，曾提供麻倉葉虛用來打倒本家的特殊持有靈並將阿彌陀丸擄走，持有靈為過去創造資本主義世界的前任通靈王亞維斯。表面上是穿西裝的大人，實際上是跟花同年紀的國中生，本人表示說那是頻繁使用亞維斯的時間停止卡片所造成的副作用。
佛拉·亞維斯
配音：檜山修之（FLOWERS）（日本）
續作「通靈王 Flowers」登場，國中生鴨川洋介的持有靈。外型為長出手腳的金字塔，曾為過去創造資本主義世界的前任通靈王。似乎与葉王有私仇。
實際上鴨川的持有靈是田村崎綠以真正的亞維斯为原型制造出来的机器人，类似于蒙恬兄妹的巨魔像。真正的亞維斯倒是一直待在G.S领域。

### 天妇罗骑士团
前任帕契族十祭司，为前任通靈王亞維斯的部下。尽管会执行保护通靈王的任务，所有祭司都讨厌亞維斯以及他的資本主義观。
托里姆
配音：青森伸（FLOWERS）（日本）
續作「通靈王 Flowers」登場的前任十祭司团长，持有靈是弯刀龍。外貌非常丑陋，丑到连现任十祭司中的卡利姆和列尼姆都吐糟。
小时候曾经多次保护过轉世成帕契族的葉王。不但两人成为好友，而且还让葉王意识到并非所有人类都是邪恶。

### 東一族
于续作Flowers登场的家族。怨恨道家并试图消灭道家的族人连续了2000年以上的家族争斗。除了東紅紅、刑天与青龍之外，所有成员都是以作者另一部作品《机巧童子ULTIMO》的角色为原型。
東須紅
東一族的現任當家，五兄妹们的祖父，为四圣兽的制作者。持有靈為麒麟。
角色原型为漫威之父史丹·李。
麒麟
東須紅制造出来的「机巧童子」之一。
角色原型为作者另一部作品《机巧童子ULTIMO》的角色彌琉。
東紅
東一族中唯一一位真正的通灵者，東須紅的妻子和東一族五兄妹的母亲。
東狭紅
東一族五兄妹中的长女。持有靈為青龍，技有记忆操作。
角色原型为作者另一部作品《机巧童子ULTIMO》的女主角狭山真琴。
青龍
東須紅制作出来的四圣兽之一。
事实上并非是真正的神靈，而是由東須紅制造出来名为「机巧童子」的人造神靈。
東大紅
東一族五兄妹中的次男。持有靈為朱雀，技有时空操作。
角色原型为作者另一部作品《机巧童子ULTIMO》的男主角東大和。
朱雀
東須紅制作出来的四圣兽之一，外貌为红发美少年。
事实上并非是真正的神靈，而是由東須紅制造出来名为「机巧童子」的人造神靈。
角色原型为作者另一部作品《机巧童子ULTIMO》的第二男主角乌魯蒂莫。
東慶紅
東一族五兄妹中的三男。持有靈為玄武。
角色原型为作者另一部作品《机巧童子ULTIMO》的角色K。
玄武
東須紅制作出来的四圣兽之一，外貌为凶恶的长发少年。
事实上并非是真正的神靈，而是由東須紅制造出来名为「机巧童子」的人造神靈。
角色原型为作者另一部作品《机巧童子ULTIMO》的角色巴斯。
東永紅
東一族五兄妹中的四男，外号「骗子永紅」。持有靈為白虎，技有五感操作。
角色原型为作者另一部作品《机巧童子ULTIMO》的角色村山武蔵。
白虎
東須紅制作出来的四圣兽之一。
事实上并非是真正的持有神靈，而是由東須紅制造出来名为「机巧童子」的人造神靈。
角色原型为作者另一部作品《机巧童子ULTIMO》的角色索皮亚。
東紅紅
東一族五兄妹中的幼女，年龄28岁，持有靈為刑天。

### 其他
路德塞布·蒙恬
塞拉姆·蒙恬
沙堤
格林先生
塔拜
小山田万纯
麻倉葉
恐山安娜
小山田萬太

## Team 葉王
阿爾米·紐巴奇
配音：上坂堇（FLOWERS）（日本）
續作「通靈王 Flowers」的主角之一。十祭司之一席巴的女兒、為住在L.A城之第一代市子安娜（通靈王0的安娜）的頭號弟子，童年時曾聽過第二代市子安娜（本作的恐山安娜）的事蹟感覺羨慕，故自稱「第三代市子安娜」。繼承父親的持有靈【SILVER ARMS】，具有相當實力。某日當葉羽和路菓襲擊花的當下出手，同時在花面前說出「只要你打贏我，就會跟你結婚」的豪語，並轉學至花的學校，擔當【Team 葉王】的監督。
伊吹賈柯
配音：雞冠井美智子（FLOWERS）（日本）
續作「通靈王 Flowers」的主角之一，因為自身許多原因從秋田縣來到大城市的雅痞風格通靈人。持有靈為妖怪那馬哈，表面上看起来像男性，不过其实是位男装少女。
事实上是叶王的后代之一，麻仓家的远亲。
那馬哈
配音：植田千尋（FLOWERS）（日本）
伊吹賈柯的持有靈。表面上是體格相當大、具一定戰鬥力且來自日本東北的妖怪，但在戰鬥之外實為一位體型嬌小、穿藍色肚兜、面具與綁一條小型馬尾的少女。
麻倉葉羽

道黽

### Team 馬爾科
馬爾科

瑞瑟格·戴佐

漢斯·萊海特

輝子·萊海特

### 其他
小黑炭

佩約戴·迪亞茲

轟隆轟隆

## 其他
沙堤
配音：小松由佳（PS2遊戲）→三石琴乃（動畫第2作）（日本）
1963年12月31日生，血型A型。在漫畫中與葉王，以及X-Laws並列三大勢力的組織：「犍陀羅」的領袖，以拯救眾生為目標，暗中幫助葉等人，試圖阻止葉王成為通靈王，讓葉、蓮、瑞瑟格、轟隆轟隆、巧克力愛情到地獄修練。僅在漫畫版，以及PS2格鬥遊戲「通靈王－發奮丘溫泉」中出場，在作者的另一部作品當中則以她的童年為故事主軸。
比利‧安德森
配音：辻親八（第1作）→間宮康弘（第2作）（日本）
1962年12月28日生，在美國經營トウモロコシ農場的戴墨鏡男性，曾載過路邊想要搭便車的阿葉一行人，年輕時有看過UFO。
布魯貝爾‧布洛克
配音：潘惠美（第2作）（日本）
1977年12月3日生，美國某國家公園的女性自然觀察員。自稱是為了要從盜獵者手中保護灰熊阿波羅而當上觀察員，曾救出在雪山內迷路的轟隆轟隆。
熊倉勇男
配音：大友龍三郎（第2作）（日本）
1911年9月22日生，身為青森縣的土產專賣店「土產的熊倉」老闆的老人。初次遇見阿葉時因為看不見鬼而認為是詛咒，一時裝上假牙和拿出過去身為陸軍大將的佩刀自衛。之後在元旦夜帶孫子參拜時遇見遇上困難的阿葉與全宗，為了報恩而用自家履帶車乘載阿葉上恐山營救被大鬼擄走的安娜。
路德塞布·蒙恬
配音：川上倫子（第1作）→富樫美鈴（童年，第2作）、小野賢章（青年，FLOWERS）（日本）
1992年8月15日生，麻倉幹久的小組"KABBALAHERS"的隊員之一，出身於從中東來到美國居住的猶太人血統三人移民家庭，因為故事三年前父親在家門口外的街角被殺身亡，外加上妹妹塞拉姆因此驚嚇到喪失情感，為了幫父親復仇而帶著妹妹和遺物巨魔像與幹久組隊參加通靈王大賽。
後來終於找到殺害父親的仇人，也就是巧克力愛情，也順便將前來加油的SHAFT成員給全數殺害。長大後與妹妹在發奮丘開了一間花店，同時是阿爾米來日本後的住所。
塞拉姆·蒙恬
配音：堀江由衣（第1作）→下地紫野（第2作）（日本）
1994年2月16日生，路德塞布的妹妹和麻倉幹久的小組"KABBALAHERS"的隊員之一。於全家人來到美國後出生，故事三年前發現父親在家門口外的街角被殺身亡下失去情感且無法普通的說話，比賽當中由他負責呼叫以及在駕駛座上操縱巨魔像。稍後遭到花組追殺時由幹久確定是被父親的靈魂附身，後來與哥哥一起潛入姆大陸途中自己曾表示心神很早就已經恢復。
一原龍次
配音：三宅健太（FLOWERS）（日本）
續作「通靈王 Flowers」登場，自稱是第二代木刀之龍且持續擴張地盤的私立萬象高中三年級生，特徵為巨大的金色飛機頭。原本是普通人，當路菓轉學至他的學校之後一見鍾情，在購物中心找上花使其陷入瀕死狀態並一時震驚之際也能看到持有靈。
櫻井咲太郎
配音：小山力也（FLOWERS）（日本）
續作「通靈王 Flowers」登場，當花被打入小型修羅地獄時在小島上遇到的士兵。過去在戰爭時期曾經是王牌飛行員，當敵方一遇到他駕駛的戰鬥機時必定會被擊墜，故有「死亡零式」的稱呼。

## 五大精靈
隱藏於G.S最深處，也是地獄社群，一般的靈魂在這裡很快就會變得不正常，而且有各種被稱為守護者的王所守護。（與金、木、水、火、土等五行屬性不同。）
- 靈魂之火

五百年前被葉王（轉生為帕契族時）奪走的五大精靈，在漫畫版最後，葉王將與精靈王結合，使精靈王成為他的持有靈，於是將它丟給葉他們，並說：『我不需要他了。』。代表為五人之一瑞瑟格·戴佐的所屬精靈。
- 靈魂之雨

只在漫畫版与第2作动画版中出現，被想將五大精靈賜予五位戰士的沙堤部下矢薙奪走。代表為五人之一轟隆轟隆的所屬精靈。
- 靈魂之雷

只在漫畫版与第2作动画版中出現，被想將五大精靈賜予五位戰士的沙堤部下寂尊奪走。代表為五人之一道蓮的所屬精靈。
- 靈魂之風

只在漫畫版与第2作动画版中出現，被想將五大精靈赐予五位戰士的沙堤部下卡度奪走。代表為五人之一巧克力愛情的所屬精靈。
- 靈魂之土

只在漫畫版与第2作动画版中出現，被想將五大精靈賜予五位戰士的沙堤親身挑戰閻羅大王後所得。代表為五人之一葉的所屬精靈。